# Kniżownik
Kniżownik (bułg. Книжовник) – wieś w południowej Bułgarii, w obwodzie Chaskowo, w gminie Chaskowo. Według danych Narodowego Instytutu Statystycznego w Bułgarii, 31 grudnia 2011 roku wieś liczyła 576 mieszkańców.
Wieś położona 15 km na południowy wschód od Chaskowa. Przez wieś przebiega linia kolejowa do Ruse.
Dawna, pochodząca z języka tureckiego nazwa miejscowości to Idebik.
We wsi znajduje się stadion imienia piłkarza bułgarskiego Petyra Żekowa.